# Diogo Feio
Diogo Nuno de Gouveia Torres Feio (Porto, 6 de outubro de 1970) é um advogado, docente universitário e político português.

## Biografia
Diogo Feio obteve a licenciatura em Direito, na Faculdade de Direito da Universidade Católica Portuguesa, o mestrado em Ciências Jurídico-Económicas, pela Faculdade de Direito da Universidade de Coimbra e o doutoramento na mesma área, na Faculdade de Direito da Universidade do Porto.
Entre 1995 e 2007, e, novamente, a partir de 2013, foi assistente desta Faculdade, tendo leccionado as disciplinas de Direito Fiscal, Direito da União Europeia, Direito Internacional Público, Direito Constitucional, Ciência Política, Finanças Públicas e Introdução ao Direito.
Foi também advogado e sócio da sociedade de advogados José Pedro Aguiar-Branco & Associados.
Militante do Partido Popular, foi deputado à Assembleia da República e presidente do Grupo Parlamentar do CDS-PP, ingressando em 2005 no XVI Governo Constitucional (Santana Lopes), como Secretário de Estado da Educação.
Nas eleições europeias de 2009, foi eleito deputado ao Parlamento Europeu, onde integrou o Grupo do PPE-DE, concluindo em 2015 o seu mandato.

## Actividade política
Funções desempenhadas no Parlamento Europeu:
- Membro efectivo na Comissão dos Assuntos Económicos e Monetários;
- Membro efectivo na Delegação às Comissões Parlamentares de Cooperação UE-Cazaquistão, UE-Quirguizistão e UE-Usbequistão, e para as Relações com o Tajiquistão, o Turcomenistão e a Mongólia;
- Membro suplente na Comissão dos Assuntos Externos;
- Membro suplente na Comissão Especial para a Crise Financeira, Económica e Social;
- Membro suplente na Delegação à Assembleia Parlamentar Paritária ACP-UE.

Funções partidárias:
- Vice-Presidente do CDS-PP.

Cargos anteriormente desempenhados:
- Assistente da Faculdade de Direito da Universidade do Porto (1995-1998);
- Deputado à Assembleia da República nas IX e X Legislaturas;
- Presidente do Grupo Parlamentar do CDS-PP nas IX e X Legislaturas;
- Membro da Assembleia Municipal do Porto (1997-2009) e seu Primeiro Secretário (2005-2009);
- Secretário de Estado da Educação no XV Governo Constitucional;
- Presidente do Conselho Nacional de Jurisdição do CDS-PP.

## Obras publicadas
- A Substituição Fiscal e a Retenção na Fonte: O caso Específico dos Impostos sobre o Rendimento (2001) ISBN 972-32-1015-0
- O Enquadramento da Substituição Fiscal sem Retenção na Fonte na Legislação Fiscal (2001)
- Jurisdição Penal Infornacional: a sua Evolução (2001)
- Jurisprudência Fiscal Anotada: Supremo Tribunal Administrativo (co-autor) (2002) ISBN 972-40-1858-X[5]